# Liste von Persönlichkeiten der Stadt Bernburg (Saale)

Wappen der Stadt Bernburg (Saale)

Die Liste von Persönlichkeiten der Stadt Bernburg (Saale) enthält Personen, die in der Geschichte der Stadt Bernburg (Saale) im Salzlandkreis von Sachsen-Anhalt eine nachhaltige Rolle gespielt haben. Es handelt sich dabei um Persönlichkeiten, die Ehrenbürger, hier geboren oder gestorben sind oder hier gewirkt haben.
Für die Persönlichkeiten aus den nach Bernburg (Saale) eingemeindeten Ortschaften siehe auch die entsprechenden Ortsartikel.

## Ehrenbürger
- 8. Mai 1833: August Hartung (* 11. März 1762 in Bernburg, † 30. April 1839), Schulreformer in Berlin zur Zeit König Friedrich Wilhelm III.
- 26. März 1854: Wilhelm Ernst von Braun (1790–1872), Geheimrat und Kammerpräsident in Bernburg, förderte die wirtschaftliche und verkehrstechnische Entwicklung Bernburgs
- 13. Juni 1874: Timon Walther (1800–1881), Generalsuperintendent der evangelischen Kirche Anhalt-Bernburg, Oberkonsistorialrat und Pastor zu St. Aegidien
- 10. April 1890: Otto von Bismarck (1815–1898), Reichskanzler
- 13. Juni 1907: Carl Wessel (1842–1912), Generaldirektor der Deutschen Solvay-Werke AG in Bernburg
- 1. Juli 1933: Ernst Eilsberger (* 28. Februar 1868, † 26. März 1947), Generaldirektor der Deutschen Solvay-Werke AG in Bernburg
- 7. April 1937: Hermann Göring (1893–1946), Oberbefehlshaber der deutschen Luftwaffe
- 12. Juni 1938: Johann Ludwig Graf Schwerin von Krosigk (1887–1977), Reichsminister der Finanzen.

Die von 1933 bis 1945 erfolgten Ernennungen von Ehrenbürgern wurden auf Beschluss der Magistratssitzung der Stadt Bernburg vom 26. März 1946 annulliert.
- 24. Februar 1950: Johannes R. Becher (1891–1958), Dichter, Minister für Kultur sowie Präsident des Kulturbundes der DDR.
- 19. Februar 1953: Hermann Henselmann (1905–1995), Architekt
- 5. Februar 1967: Hilde Benjamin (1902–1989), Justizministerin der DDR[2]

## Söhne und Töchter der Stadt
Die folgenden Personen sind in Bernburg (Saale) oder den heutigen Ortsteilen der Stadt geboren. Ob sie ihren späteren Wirkungskreis in Bernburg (Saale) hatten oder nicht, ist dabei unerheblich.

### Persönlichkeiten der Frühen Neuzeit

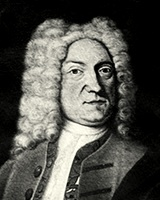
Daniel Nebel

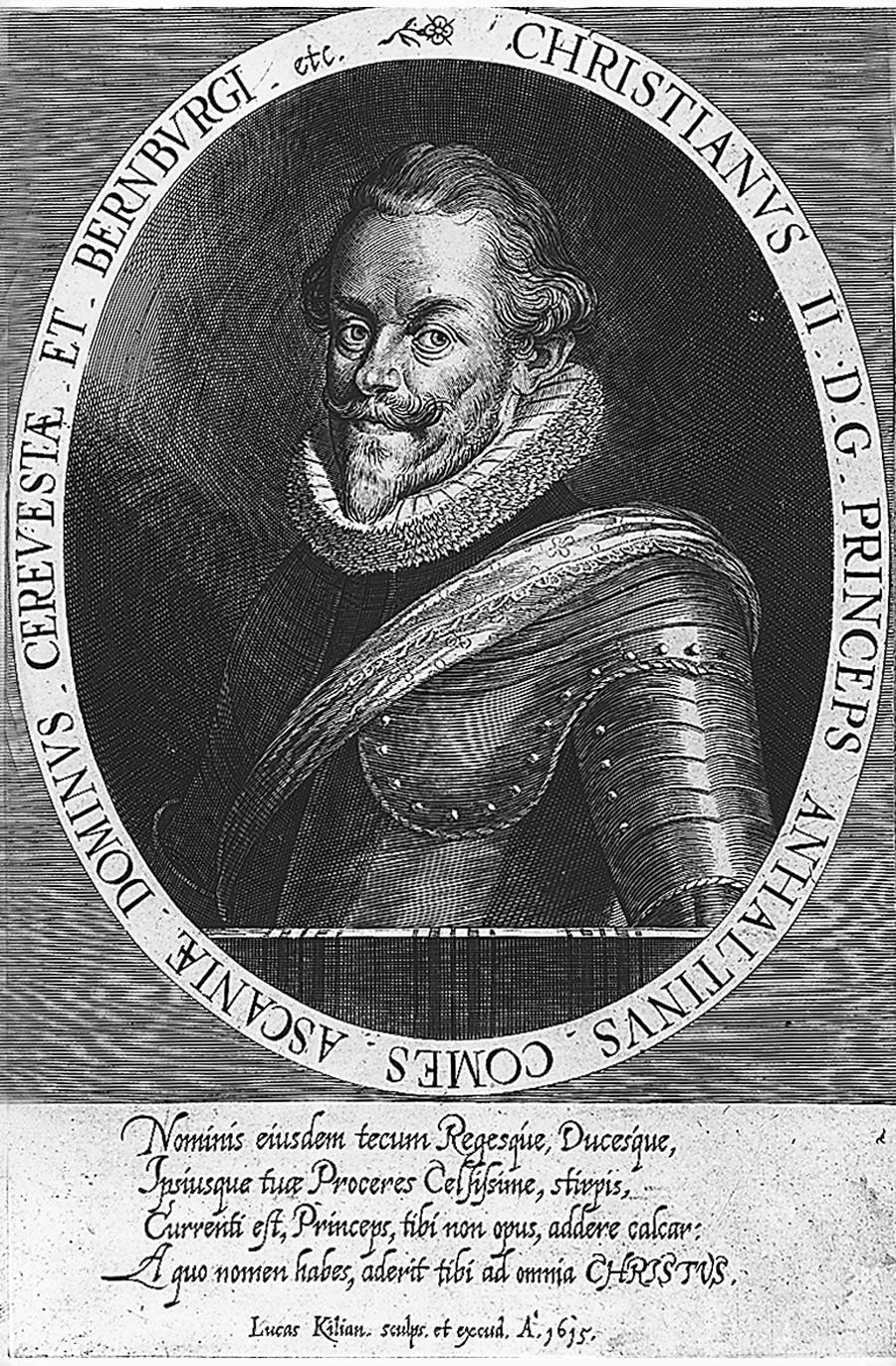
Fürst Christian I. von Anhalt-Bernburg

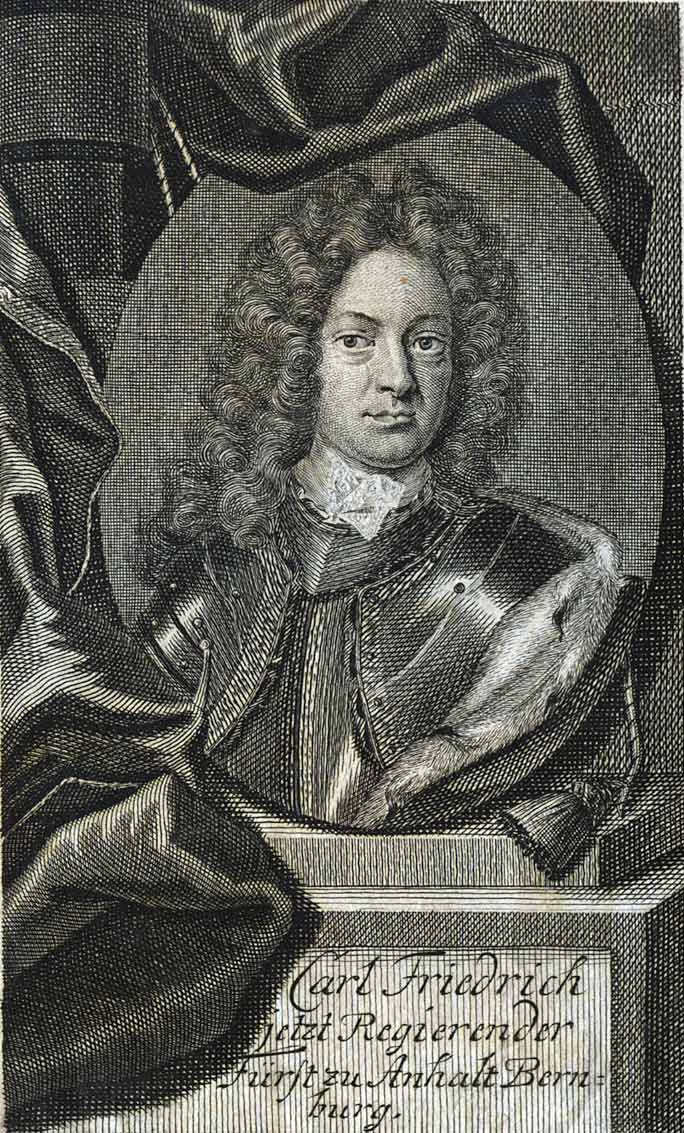
Karl Friedrich Fürst von Anhalt-Bernburg

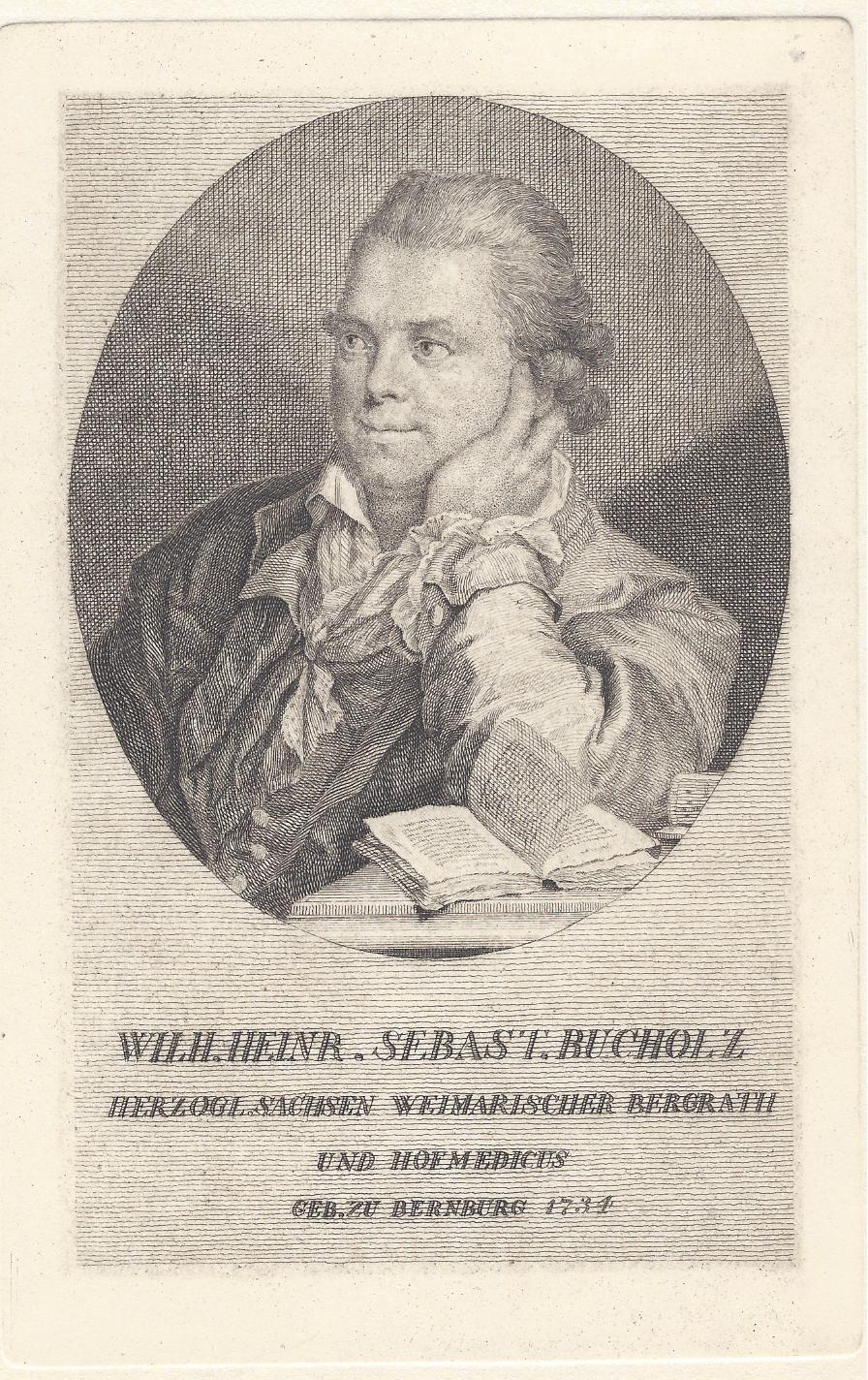
Wilhelm Heinrich Sebastian Bucholz (1791)

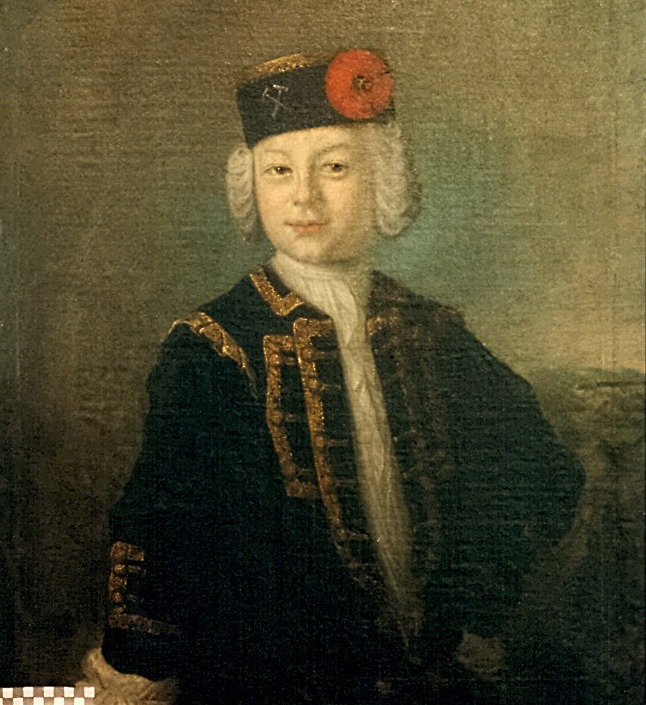
Friedrich Albrecht (Anhalt-Bernburg)

- Christoph Rothmann (zwischen 1550 und 1560–um 1600), Mathematiker und Astronom
- Daniel Nebel (1558–1626), Rechtswissenschaftler und Rektor der Universität Heidelberg
- Sibylla von Anhalt (1564–1614), Herzogin von Württemberg
- Barbara Meyhe (* 1565), Frau des Bürgermeisters Christopher Meyhen, wurde 1617–1619 in einem Hexenprozess verurteilt.
- Burkhard von Erlach (1566–1640), Jurist und Hofmarschall
- Fürst Christian I. von Anhalt-Bernburg (1568–1630), Fürst, Statthalter der Oberpfalz
- Anna Elisabeth von Anhalt-Bernburg (1647–1680), Prinzessin von Anhalt-Bernburg und durch Heirat Herzogin von Württemberg-Bernstadt
- Karl Friedrich Fürst von Anhalt-Bernburg (1668–1721), von 1718 bis zu seinem Tod regierender Fürst von Anhalt-Bernburg
- Lebrecht von Anhalt-Bernburg (1669–1727), als erster Fürst von Anhalt-Bernburg-Schaumburg-Hoym Begründer einer askanischen Nebenlinie
- Elisabeth Albertine von Anhalt-Bernburg (1693–1774), Prinzessin von Anhalt-Bernburg und durch Heirat Fürstin von Schwarzburg-Sondershausen
- Viktor II. Friedrich von Anhalt-Bernburg (1700–1765), regierender Fürst von Anhalt-Bernburg
- Friederike Henriette von Anhalt-Bernburg (1702–1723), Prinzessin von Anhalt-Bernburg und durch Heirat Fürstin von Anhalt-Köthen
- Christoph Gottfried Ringe (1713–1797), Maler und Grafiker
- Heinrich Adam Elias Borny (zwischen 1716 und 1717–1772), Kunstmaler
- Wilhelm Heinrich Sebastian Bucholz (1734–1798), Amtsarzt
- Friedrich Albrecht Fürst von Anhalt-Bernburg (1735–1796), regierender Fürst von Anhalt-Bernburg
- Friederike Auguste Sophie, Fürstin von Anhalt-Zerbst, geborene Prinzessin von Anhalt-Bernburg (1744–1827), Landesfürstin und Schwägerin der Zarin Katharina II. von Russland
- Heinrich Friedrich von Diez (1751–1817), Diplomat, Orientalist und Bibliophile
- Friedrich Albrecht Carl Gren (1760–1798), Chemiker
- Gotthelf Wilhelm Christoph Starke (1762–1830), evangelischer Theologe und Pädagoge
- Johann Philipp August Bunge (1774–1866), Erbauer des Hoftheaters
- Victor Friedrich Leberecht Petri (1782–1857), Pfarrer und Lehrer für alte Literaturen und orientalische Sprachen am Collegium Carolinum in Braunschweig
- Salomon Herz (1791–1865), Kaufmann und Begründer der ersten Ölhandelsgesellschaft Deutschlands
- Isaak Markus Jost (1793–1860), Historiker
- Ferdinand Reich (1799–1882), Chemiker und Physiker
- Timon Walther (1800–1881), Generalsuperintendent der anhalt-bernburgischen Kirche und Politiker

### Persönlichkeiten des 19. Jahrhunderts
- Carl Hoffmann (1802–1883), Verleger, Druckereibesitzer und Buchhändler
- Hermann Paldamus (1805–1854), Altphilologe und Gymnasiallehrer
- Johann Friedrich Carl Schröter (1807–1849), Mitglied der Frankfurter Nationalversammlung
- Alexander Friedrich Franz Hoffmann (1814–1882), Jugend- und Volksschriftsteller sowie Buchhändler
- Leonor Reichenheim (1814–1868), Unternehmer und Mitglied des Reichstags des Norddeutschen Bundes
- Wilhelm Herz (1823–1914), Unternehmer und von 1902 bis 1913 der erste Präsident der Berliner Handelskammer
- Gustav von Salmuth (1832–1875), Landrat in Ostpreußen
- Otto von Braunbehrens (1833–1918), Verwaltungsjurist und Bankmanager
- Julius von Bandel (1845–1899), Fideikommissherr auf Dröbel sowie preußischer Amtsrat und Pächter der Domäne Calenberg
- Otto Wolf (1849–1917), Komponist, Dirigent und Direktor des Maastrichter Konservatoriums
- Hans Breymann (1850–1903), Architekt
- Wilhelm Schnuse (1850–1909), Lehrer und Entomologe
- Paul Daude (1851–1913), Verwaltungsjurist und Fachbuchautor
- Elly Allesch (1853–1944), Schriftstellerin
- Richard Wirth (1857–1938), deutsch-US-amerikanischer Schauspieler
- Lothar von Heinemann (1859–1901), Historiker
- Ludwig Gumpel (1860–1935), Bankier
- Hans Bartsch von Sigsfeld (1861–1902), Luftschiffpionier
- Gustav Teichmüller (1862–1919), Architekt
- Gotthold Riegelmann (1864–1939), Bildhauer und Bildschnitzer
- Joachim Teichmüller (1866–1938), Elektroingenieur und Hochschullehrer
- Paul Günther (1867–1891), Mathematiker
- Otto Wolf (1871–1946), Opernsänger
- Bernhard Schmid (1872–1947), Architekt und Denkmalpfleger
- Paul Würzler-Klopsch (1872–1937), Architekt
- Margarethe von Eckenbrecher (1875–1955), deutsche Lehrerin und Kolonialautorin
- William Büller (1876–1950), Schauspieler, Regisseur, Theaterdirektor in Hildesheim
- Julius Berstl (1883–1975), Schriftsteller
- Hans-Adam Stolte (1888–1975), Zoologe und Hochschullehrer[3][4]
- Karl Friedrich Oppermann (1889–1969), Regierungsbaumeister und Eisenbahndirektor
- Theodor Pichier (1889–1974), Oberbürgermeister von Erfurt
- Emmy Wolff (1890–1969), deutsch-britische Pädagogin, Wohlfahrtspflegerin, Lyrikerin, Publizistin und Aktivistin
- Franz Stieler (1893–1988), Mittelschullehrer, Volkshochschuldozent, Geschichts- und Heimatforscher
- Hans Bollmann (1894–1945), Sportjournalist, geboren in Baalberge
- Fritz Opitz (1898–1981), Maschinenbauingenieur und Hochschullehrer
- Hans Günther (1899–1938), marxistischer Nationalökonom, Schriftsteller und Literaturkritiker
- Hans Reinowski (1900–1977), Politiker
- Bruno Hinz (1900–1937), Kommandeur des Thälmann-Bataillons der Internationalen Brigaden im Spanischen Bürgerkrieg

### Persönlichkeiten des 20. Jahrhunderts
- Herbert Weißbach (1901–1995), Schauspieler
- Hilde Benjamin (1902–1989), Richterin in einer Reihe von politischen Schauprozessen in den 1950er-Jahren und Justizministerin der DDR
- Marianne Latoschinski (1903–1944), Kommunistin, hingerichtet in Berlin-Plötzensee
- Dietrich Pellnitz (1913–2004), Mediziner und Hochschullehrer
- Walter Knape (1906–2000), Dirigent, Komponist, Autor und Hochschullehrer
- Hans-Joachim Elster (1908–2001), Limnologe
- Ruth Lange (1908–1994), Leichtathletin
- Werner Reinowski (1908–1987), Schriftsteller
- Kurt Rose (1908–1999), Lehrer und Autor
- Hellmut Ley (1909–1973), Chemiker, Vorstandsvorsitzender der Metallgesellschaft AG (1961–1964), Präsident der Gesellschaft Deutscher Chemiker (GDCh) (1966–1967) und Vorstandsvorsitzender des Stifterverbandes für die Deutsche Wissenschaft (1970–1974)
- Gerhard Meyer-Hentschel (1911–2005), Jurist, Hochschullehrer und Präsident des Verfassungsgerichtshof von Rheinland-Pfalz
- Hans-Werner Nolte (1911–nach 1966), Biologe und Hochschullehrer
- Ruth Elster (1913–2002), Krankenschwester und Vorsitzende des Agnes Karll Verbandes Württemberg, Vizepräsidentin des International Council of Nurses (ICN)
- Heinz Steffens (1913–1982), Maler und Grafiker
- Friedrich Türcke (1915–1998), Forstmann und Jagdwissenschaftler
- Eberhard Frey (1916–1993), Maler und Grafiker
- Liselotte Rauner (1920–2005), Schriftstellerin
- Lykke Aresin (1921–2011), Ärztin und Sexualwissenschaftlerin
- Otto Knefler (1923–1986), Fußballtrainer und Spieler
- Hans Richter (1926–2017), Jurist und Hochschullehrer an der Universität Halle
- Gerhard Dünnhaupt (1927–2024), Bibliograph und Kulturhistoriker
- Hans-Joachim Böhme (1929–2012), SED-Funktionär und Mitglied des Politbüros
- Bernhard Cämmerer (1934–2021), Archäologe
- Hartmut Harnisch (* 1934), Archivar und Historiker
- Günter Held (* 1935), Botschafter im Dienst der Bundesrepublik Deutschland
- Heinz Schulz (1935–2015), Boxer, Olympiateilnehmer und Trainer
- Peter Weber-Schäfer (1935–2019), Politikwissenschaftler und Übersetzer
- Gerhard Reinisch (* 1936), Maler und Grafiker
- Erdmut Oelschlaeger (* 1937), Gebrauchsgrafikerin und Kinderbuchillustratorin
- Adolf Bollmann (* 1937), Filmemacher, Kommunalpolitiker, Begründer des ökologischen Stranddorfes Augustenhof in Heringsdorf (Ostholstein)
- Jürgen Rose (* 1937), Bühnen- und Kostümbildner, Opernregisseur
- Peter Jakubeit (1939–2018), Autor
- Volker Ebersbach (* 1942), Schriftsteller, 1997–2002 Stadtschreiber von Bernburg
- Gunnar Müller-Waldeck (* 1942), Autor und Professor für Literaturwissenschaft
- Anita Welz (1942–2020), Handballspielerin, Judoka und Leichtathletin
- Volker Lange (* 1943), Politiker, Senator in Hamburg
- Eva Scherf (* 1946), Germanistin
- Michael Müller (* 1948), Politiker
- Wolfgang Rumpf (* 1948), Theaterregisseur
- Reinhard Springer (* 1948), Werbeunternehmer
- Gerd Falkner (1950–2021), Skihistoriker
- Gerd-Ulrich Herrmann (* 1950), Offizier, Gesellschaftswissenschaftler und Militärschriftsteller
- Herbert Rosner (* 1950), Künstler und Kurator
- Rolf Milser (* 1951), Gewichtheber
- Uta Mauersberger (* 1952), Schriftstellerin
- Norbert Stasche (* 1953), Mediziner
- Peter Bachmann (* 1954), Politiker (AfD)
- Johannes Schelhas (* 1961), katholischer Theologe
- Heike Hartwig (* 1962), Leichtathletin
- Ingo Weißenborn (* 1963), Fechter
- Klaus Zimmermann (* 1963), Politiker
- Kathi Seefeld (* 1964), Journalistin
- Corinna Reinecke (* 1965), Politikerin
- Kristin Brinker (* 1972), Politikerin
- Claudia Weiss (* 1975), Politikerin
- Astrid Plenk (* 1976), Medienpädagogin und Direktorin des MDR-Landesfunkhauses Thüringen
- Cristin Claas (* 1977), Sängerin und Songwriterin
- Christian Kreis (* 1977), Schriftsteller
- Steve Strupeit (* 1980), Pflegewissenschaftler und Hochschullehrer
- Christoph Bernstiel (* 1984), Politiker
- Philip Ambrosius (* 1993), Handballspieler
- Philipp Knechtel (* 1996), Fußballspieler

## Persönlichkeiten, die in der Stadt verstorben oder ermordet worden sind

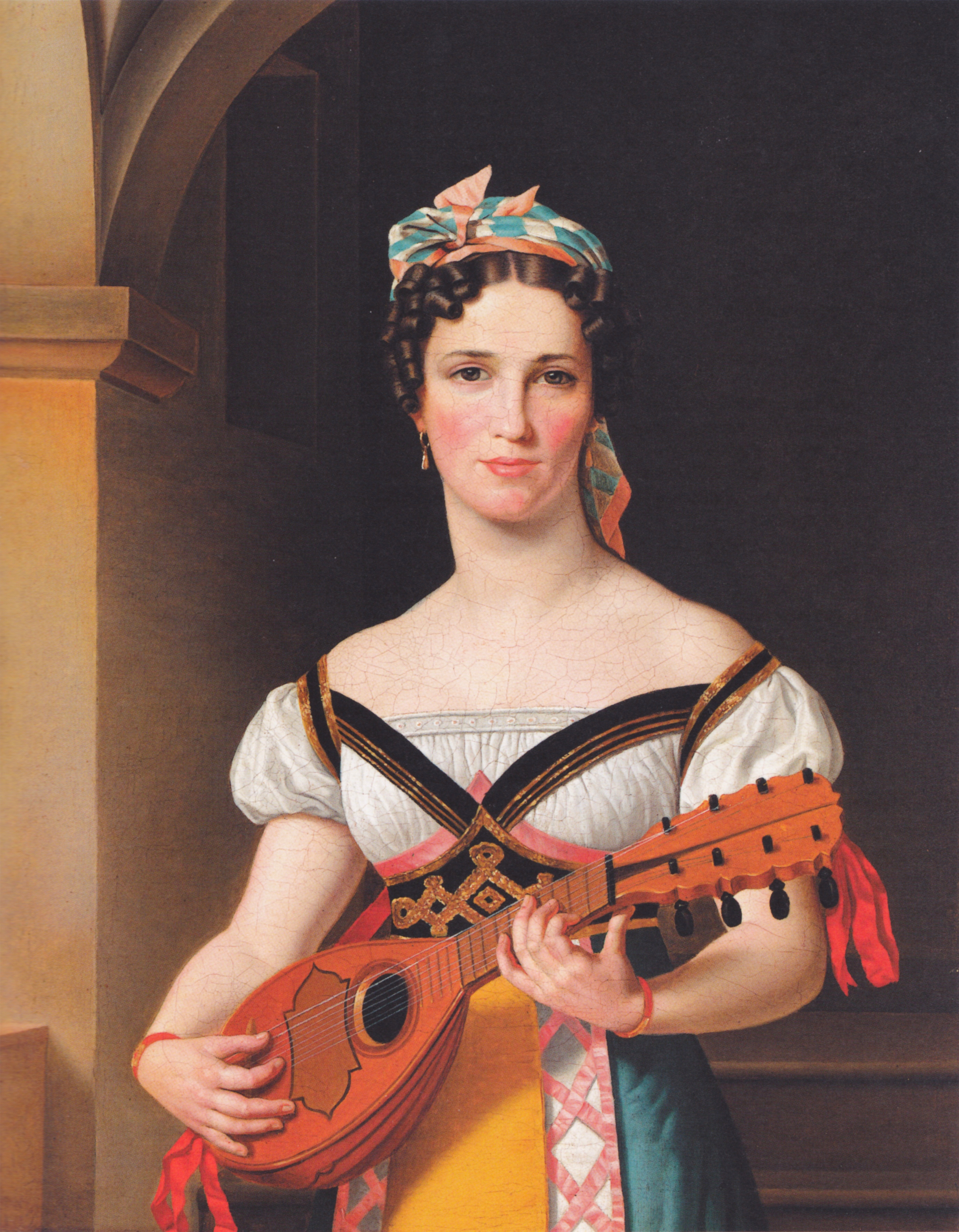
Emilie Pohlmann (1825)

- Cyriacus Gericke († 1551), lutherischer Theologe
- Nikolaus Medler († 1551), lutherischer Theologe und Reformator, war als Mathematiklehrer tätig und setzte als Rektor in Eger und Hof auch im Schulwesen Akzente
- Bartholomäus Frenzel († Ende des 16. Jahrhunderts), neulateinischer Dichter
- Christian Gerson († 1622), als jüdischer Konvertit ein evangelischer Theologe und polemischer Autor
- Christian II. († 1656), regierender Fürst von Anhalt-Bernburg von 1630 bis 1656
- Fürst Viktor I. Amadeus von Anhalt-Bernburg († 1718), seit 1656 regierender Fürst von Anhalt-Bernburg aus dem Geschlecht der Askanier
- Luise Prinzessin von Anhalt-Dessau († 1732), Gemahlin des Fürsten Victor Friedrich, seit 1724 Fürstin von Anhalt-Bernburg
- Wilhelm Ernst Starke († 1764), reformierter Theologe, Philologe und Kirchenlieddichter
- Ernst Ludwig Pauli († 1783), evangelischer Theologe
- Karl von Knoblauch († 1794), Jurist und Bergrat in Diensten der Fürsten von Oranien-Nassau in Dillenburg und als philosophischer Autor ein Vertreter der materialistischen und religionskritischen Spätaufklärung
- Johann Ludwig Carl Zincken († 1862), Mineraloge und Bergbaudirektor in Bernburg. Nach ihm ist das Mineral Zinkenit benannt
- Friedrich Wilhelm Conrad Zachariä († 1869), Beamter im Herzogtum Anhalt-Bernburg und Politiker
- Emilie Pohlmann († 1875), Opernsängerin (Sopran)
- Salomon Herxheimer († 1884), Rabbiner
- Johann Ignaz Fuchs († 1893), Mechaniker und Uhrmacher
- Friedrich Wilhelm Voigt († 1894), preußischer Militärmusiker und Komponist
- Hermann Hellriegel († 1895), Agrikulturchemiker
- Hermann Wilfarth († 1904), Agrikulturchemiker
- Friedrich Brauner († 1942), österreichischer Maschinenschlosser und Widerstandskämpfer
- Rita Gerszt († 1942), polnische Kommunistin und Widerstandskämpferin gegen den Nationalsozialismus
- Thea Graziella († 1942), Schriftstellerin
- Selma Grünewald († 1942), wurde als Jüdin Opfer der Nationalsozialisten
- Amalie Jordt († 1942), Zeugin Jehovas
- Fritz Junkermann († 1942), Theater- und Stummfilmschauspieler sowie Kabarettist und Vortragskünstler
- Mathilde Klose († 1942), Gewerkschafterin
- Käthe Leichter († 1942), österreichische Sozialwissenschaftlerin, sozialistische Gewerkschafterin und Gründerin und Leiterin des Frauenreferats der Wiener Arbeiterkammer
- Rosa Menzer († 1942), Dresdner Arbeiterfunktionärin und Widerstandskämpferin
- Olga Benario-Prestes († 1942), Kommunistin
- Georg Wimmer († 1945), Agrikulturchemiker
- Max Eggert († 1947), Kommunalpolitiker (NSDAP), von 1933 bis 1945 Oberbürgermeister der Stadt Bernburg
- Wilhelm Krüger († 1947), Agrikulturchemiker, 25 Jahre Direktor der Anhaltischen staatlichen landwirtschaftlichen Versuchsstation Bernburg
- Kurt Müller († 1952), Jurist und anhaltischer Staatsminister (1924–1929)
- Friedrich Oelze († 1954), Pädagoge und Politiker der (DNVP)
- Erich Besser († 1972), kommunistischer Politiker
- Fritz Oberdorf († 1976), Professor an der Universität Leipzig 1951–1960, Gründer und erster Rektor der Hochschule für Landwirtschaft in Bernburg 1961–1963
- Franz Ehrlich († 1984), Architekt, Grafiker und Designer
- Eberhard Frey († 1993), Maler und Grafiker
- Martin Oschmann († 2012), Biologe mit den Spezialgebieten Entomologie und Phytopathologie

## Persönlichkeiten, die mit der Stadt in Verbindung stehen
- Christoph Irenäus (um 1522–1595), Theologe, von 1545 bis 1547 Schulrektor in Bernburg
- Johann Arndt (1555–1621), einer der wichtigsten nachreformatorischen Theologen, wurde 1583 in Bernburg ordiniert
- Wilhelm Ernst Starke (1692–1764), reformierter Theologe, Philologe und Kirchenlieddichter
- Johann Caspar Häfeli (1754–1811), Superintendent und Oberprediger seit 1805
- Johann Gottfried Keßler (1754–1830), Berg- und Baurat
- Alexius Friedrich Christian (1767–1834), Fürst und Herzog von Anhalt-Bernburg
- Friedrich Adolf Krummacher (1767–1845), Theologe, Generalsuperintendent in Bernburg 1812–1824
- Wilhelm von Kügelgen (1802–1867), frühromantischer Maler und Autor, im bernburgischen Hofdienst
- Richard Wagner (1813–1883), studierte 1834 Mozart-Opern im Bernburger Hoftheater ein.
- Otto von Heinemann (1824–1904), Bibliothekar und Historiker, 1854 bis 1863 Lehrer am Gymnasium, wo er nebenamtlich auch das Hauptarchiv zu Bernburg verwaltete
- Hermann Hellriegel (1831–1895), Biologe und Agrikulturchemiker in Bernburg 1880–1895
- Hermann Henselmann (1905–1995), Architekt, prägte den Städtebau der DDR in den 1950er/60er Jahren, u. a. Karl-Marx-Allee (frühere Stalinallee) und Fernsehturm Berlin, City-Hochhaus Leipzig und Jentower in Jena, ist in Bernburg aufgewachsen und hat hier seine Schulzeit sowie Berufsausbildung absolviert; 1953 wurde er Ehrenbürger von Bernburg
- Ingo Insterburg (1934–2018), Komiker, Sänger, Multiinstrumentalist, Schriftsteller und Schauspieler, ist in Bernburg aufgewachsen und hat hier 1953 das Abitur erworben
- Hellmuth Karasek (1934–2015), Journalist und Literaturkritiker, von 1948 bis 1952 Schüler an der Oberschule (heute Gymnasium Carolinum Bernburg)
- Karlheinz Klimt (1934–2022), promovierter Biologe und Ökologe sowie Schriftsteller, Puppenspieler und Drehorgelinterpret; tätig als Lehrer und Internatsleiter an der Oberschule von 1957 bis 1964
- Ulrike Krenzlin, geborene Görner (* 1940), Kunsthistorikerin, besuchte hier die Oberschule und legte 1958 ihr Abitur ab
- Uta Priew (* 1944), Opernsängerin, wirkte anfangs im Carl-Maria-von-Weber-Theater in Bernburg, danach auf allen namhaften Opernbühnen der Welt